# Strażnica WOP Chojna
Strażnica Wojsk Ochrony Pogranicza Chojna – zlikwidowany pododdział Wojsk Ochrony Pogranicza pełniący służbę graniczą na granicy z Niemiecką Republiką Demokratyczną/Republiką Federalną Niemiec.

Strażnica Straży Granicznej w Chojnie – zlikwidowana graniczna jednostka organizacyjna Straży Granicznej realizująca zadania bezpośrednio w ochronie granicy państwowej z Republiką Federalną Niemiec.

## Formowanie i zmiany organizacyjne
31 października 1989 rozformowano strażnice WOP w: Widuchowej i Krajniku, a 1 listopada 1989 ich odcinki przejęła nowo sformowana Strażnica WOP Lądowa kadrowa w Chojnie (na czas „P” kadrowa), którą podporządkowano bezpośrednio dowódcy Pomorskiej Brygady WOP w Szczecinie. Tak funkcjonowała do 15 maja 1991.
Straż Graniczna:
16 maja 1991, po rozwiązaniu w 1991 Wojsk Ochrony Pogranicza strażnica w Chojnie weszła w podporządkowanie Pomorskiego Oddziału Straży Granicznej i przyjęła nazwę Strażnica Straży Granicznej w Chojnie (Strażnica SG w Chojnie).
W ramach reorganizacji struktur Straży Granicznej związanej z przygotowaniem Polski do wstąpienia, do Unii Europejskiej i  przystąpieniem do Traktatu z Schengen. Podczas restrukturyzacji wprowadzono kompleksową ochronę granicy już na najniższym szczeblu organizacyjnym tj. strażnica i graniczna placówka kontrolna. Wprowadzona całościowa ochrona granicy zniosła podział na graniczne jednostki organizacyjne ochraniające tylko tzw. „zieloną granicę” i prowadzące tylko kontrole ruchu granicznego. W wyniku tego, 2 stycznia 2003 Strażnica SG w Chojnie została rozformowana i ochraniany odcinek wraz z obsadą etatową przejęła Graniczna Placówka Kontrolna SG w  Krajniku Dolnym.

## Ochrona granicy
W 1989 Strażnica WOP Chojna ochraniała odcinek granicy państwowej:
- Włącznie od znaku granicznego nr 661, wyłącznie do znaku granicznego nr 730.

## Sąsiednie strażnice
- Strażnica WOP Cedynia ⇔ Strażnica WOP Gryfino – 1.11.1989[c]

Straż Graniczna:
- Strażnica SG w Cedyni ⇔ Strażnica SG w Gryfinie – 16.05.1991[3][4].

## Dowódcy/komendanci strażnicy
- mjr Antoni Szczepko (1.11.1989–był 31.07.1990)[5]
- Krzysztof Musiał.